# Univerzitní národy
Univerzitní či studentské národy (latinsky Nationes) byly ve středověku spolky sdružující studenty a eventuálně profesory podle země jejich původu. Identifikace byla regionální, a ne jazyková či nacionální, jak ji chápeme od dob nacionalismu v 19. století.

## Příklady

### Univerzita v Paříži

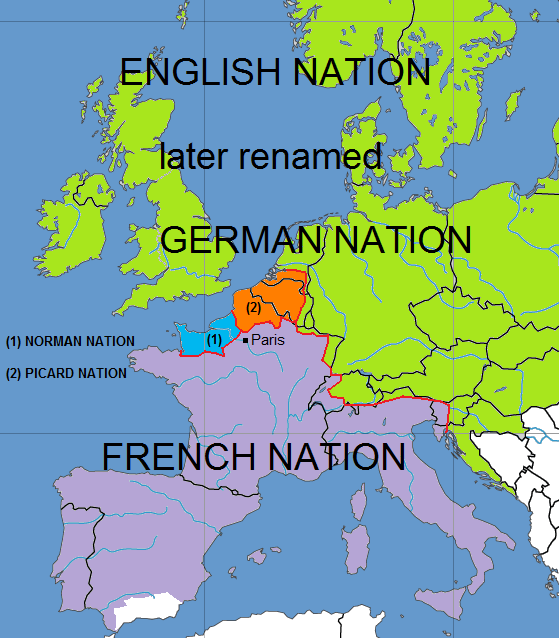
Dělení univerzitních národů ve středověku na Univerzitě v Paříži

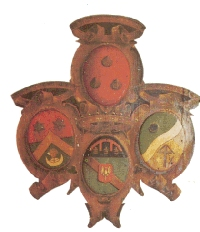
Čtyři erby univerzitních národů na Boloňské univerzitě

Příkladem může být univerzita v Paříži, která dělila studenty na francouzský, normandský, pikardský a německý národ (který zahrnoval britské ostrovy, Skandinávii, Svatou Říši včetně Českého království nebo Polsko a Uhry).

### Karlova univerzita v Praze
Univerzitu v Praze založil roku 1348 Karel IV. dle vzoru univerzity pařížské a definoval také čtyři studentské národy: český, saský, bavorský a polský. Po prosazení Dekretu kutnohorského v roce 1409 došlo ke změně poměrů a tři hlasy připadly českému národu a jen jeden všem cizincům.
Důležitost regionálního principu shrnuje pro Český rozhlas Petr Pithart:
„Studenti a učitelé se dělili do čtyř národů podle regionálního principu. Ale právě zde je jeden z klíčových momentů: jednotlivé národy byly určeny opravdu na územním principu, nikoliv na základě jazyka daného společenství. Pražská Univerzita Karlova plnila také funkci vysokého učení pro německé oblasti říše a připomeňme si císařský titul Karla IV., který měl pochopitelný zájem na její mezinárodní prestiži.“

### Lipská univerzita
Lipská univerzita byla založena roku 1409, kdy většina učenců odešla kvůli Dekretu kutnohorskému z Prahy. Model národů byl podobný, z Prahy přešly národy saský, bavorský a polský – čtvrté místo zaujal místní národ míšeňský.